# The New Mutants

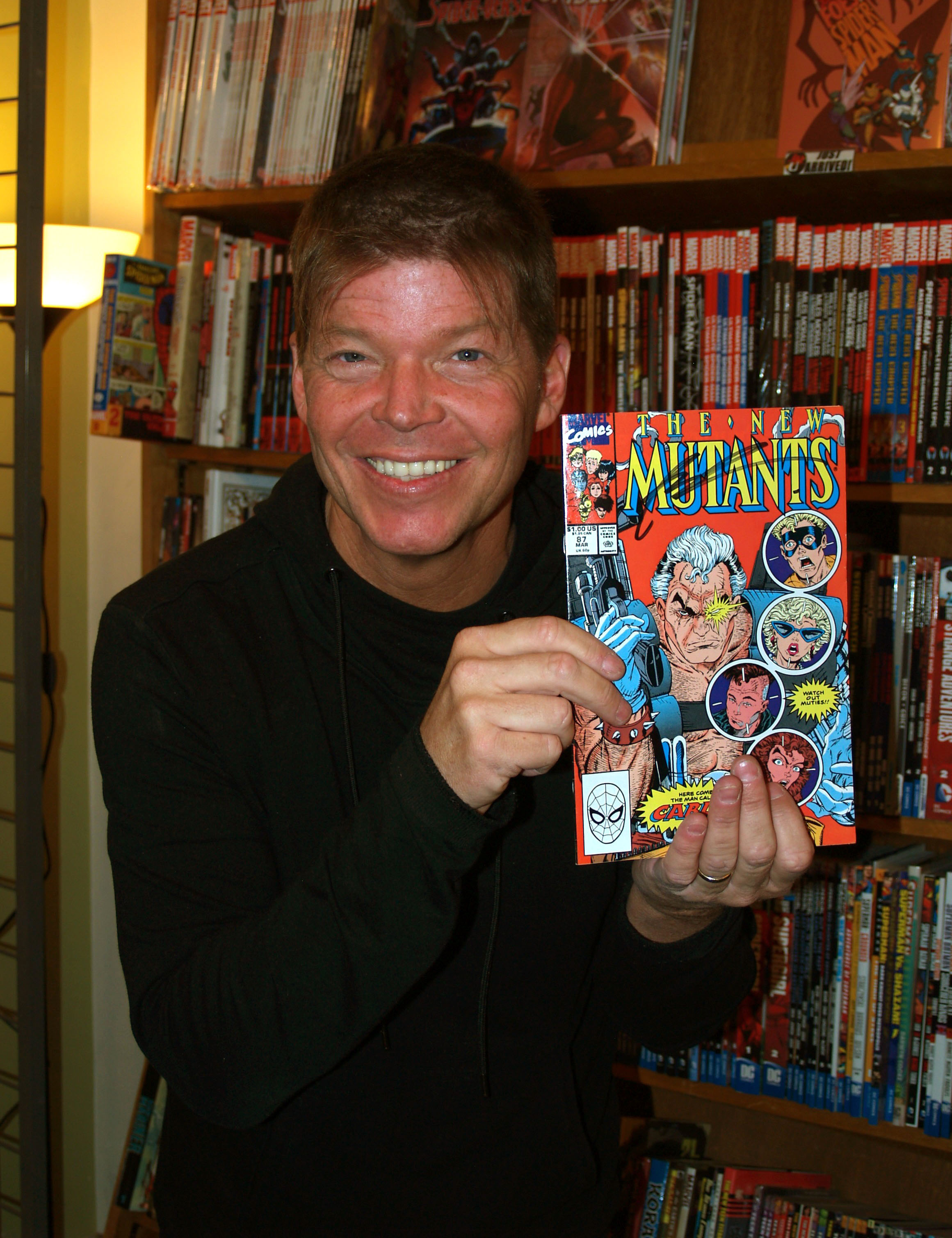
El creador de còmics Rob Liefeld en una signatura de llibres a Manhattan el 9 de febrer de 2016.

Els New Mutants (Nous Mutants en català) són un grup de superherois mutants adolescents de Marvel Comics, sota l'esfera dels X-Men. Els nous mutants han protagonitzat tres sèries de còmics i han sortit en moltes altres sèries de l'esfera mutant de l'Univers Marvel. Aquest també és el nom que s'ha utilitzat per a denominar tres volums d'una sèrie de còmics de l'editorial Marvel protagonitzades per aquest grup.
El primer equip dels nous mutants fou creat pel guionista Chris Claremont i el dibuixant Bob McLeod i van aparèixer per primera vegada a Marvel Graphic Novel número 4 el 1982. Entre el 1983 i el 1991 van protagonitzar la seva pròpia sèrie. El 2003 es va llançar la segona sèrie dels Nous Mutants amb un nou grup d'adolescents mutants; aquesta, al 2004 es va titular New X-Men: Academy X i posteriorment els estudiants que continuaven amb poders després del M-Day romandrien a l'equip júnior New X-Men. El maig de 2009 es va llançar al mercat la tercera sèrie de The New Mutants. Aquesta reunia la majoria de l'equip original. El maig de 2015 es va anunciar la pel·lícula New Mutants.
Al llarg de tota la seva història, els nous mutants han tingut 53 membres i el grup ha aparegut en 329 còmics.

## Personatges

### Personatges de l'equip original
Els primers estudiants que van conformar els nous mutants sota la tutela de Charles Xavier són:
- Karma (Xi'an Coy Manh "Shan"). Noia vietnamita que té poders mentals de possessió.
- Wolfsbane (Rahne Sinclair). Noia escocesa que es transforma totalment o parcialment en un llop. També té habilitat de curació ràpida i sentits millorats.
- Psyche (posteriorment, Mirage. Danielle Moonstar "Dani"). Noia xeiena que pot crear il·lusions extretes de les pors o els desitjos dels altres. A més es pot comunicar telepàticament amb un animal.
- Sunspot (Roberto Dacosta "Bobby"). Noi afrobrasileny que té super força a causa de l'energia solar. Es bilionari.
- Cannonball (Samuel Guthrie "Sam"). Noi americà de Kentucky que es pot autropulsar a través de l'aire i té un aura que el protegeix mentre ho fa. És el colíder juntament amb Dani.

### Altres personatges posteriors
En total hi hagut 53 membres en tots els tres volums dels Nous Mutants:
- Charles Xavier. Mentor i primer professor dels X-Men i dels Nous Mutants.
- Nathan Summers. També professor dels Nous mutants.
- Magneto (Max Eisenhardt). Professor.
- Kitty Pryde (Katherine Anne "Kitty" Pryde)
- Magik (Illyana Nikolievna Rasputina). Alumna russa amb habilitat de teleportar-se. A més a més té poders màgics.
- Copycat (Vanesa Carlysle o "Domino"). Professora juntament amb Nathan Summers. Té capacitat de metamorfis i de replicar superpoders i habilitats.
- Douglas Ramsey (Cipher o "Xifra"). Té el poder d'entendre qualsevol llenguatge escrit o parlat.
- James Proudstar (Warpath o Thunderbird 2). És un adolescent apatxe amb força i velocitat sobrehumana. Era germà del difunt Thunderbird, que fou membre dels X-Men.
- Rictor (Julio Esteban Richter). Noi llatí amb poders mutants vibratoris que fins i tot poden provocar sismes.
- Magma (Amara Juliana Olivians Aquilla). Noia de Nova Roma, una colònia de l'Imperi Romà situada a l'actual Brasil a l'Univers Marvel. Té poders mutants de generar lava, volar, controlar el foc i la terra.
- Warlock. Jove extraterrestre mutant. El seu cos està compost de material tecno-orgànic que pot infectar éssers vius amb un virus alien que els transforma en éssers tecno-orgànics. És membre d'una raça agressiva i guerrera.
- Boom-Boom (Tabitha Smith; altres àlies, Time Bomb, Boomer, Meltdown i Firecracker): Noia de Roanoke (Virgínia) amb els poders de crear òrbites d'energia psiònica que exploten amb força destructiva.
- Shattestar (Gaveedra-Seven): és un humanoide creat amb enginyeria genètica al planeta Mojoworld amb grans capacitats de lluita, ja que fou entrenat per a lluitar a l'arena com a esclau. També té factor de curació accelerada, alta capacitat cognitiva i l'habilitat de generar ones de shock vibratòries i crear portals de teleportació a través de les seves espases.
- Blink (Clarice Ferguson), una noia amb poders de teleportació.
- Feral (Maria Callasantos), una noia mutant amb aparença i poders dels felins. Sentits i agilitat augmentats, factor curatiu, ... .
- Leech (James "Jimmy"). Nen mutant amb la capacitat d'anul·lar qualsevol poder sobrehumà.
- Rusty Collins (Russell "Rusty" Collins; també amb l'àlies de Firefist): noi de Tulsa (Oklahoma), mutant amb els poder de generació de foc, adquirir forma pírica i de pirokinesis.
- Skids (Sally Blevins): Una noia mutant que havia format part dels Morlocks amb el poder de generar un camp de força personal.
- Bird-Brain: Un "Ani-Mate" (animals evolucionats creat pel villà genetista Ani-Mator combinant la genètica d'animals i humans). Té capacitat de volar.
- Gosamyr, membre d'una antiga i rara raça d'aliens. Tot i que quan són joves són criatures boniques i delicades, quan arriben a l'edat adulta esdevenen monstres molt perillosos que fins i tot poden destruir planetes i fins i tot sistemes solars. Quan és jove, té poders de seduir els humans masculins. A més es pot tornar invisible i pot volar.
- Bringhtwind. Cavall volador d'Asgard de Dani Moonstar.

A banda dels components que s'han citat que són de la Terra 616 del Multivers Marvel, aquest supergrup existeix en altres realitats (Terra-1610, Terra-11052), Terra-21993, Terra-11326, Terra-24201, Terra-811, Terra-9140, Terra-TRN345, Terra-87050, Terra-9047, Terra-1037, Terra-1081, Terra-12934, Terra-9151 i Terra-BWXP.

## New MutantsVolum 1
La primera aparició del grup dels Nous Mutants va succeir a Marvel Graphic Novel núm. 4 publicat el 4 de setembre de 1982 amb data de portada de desembre de 1982.
A principis de la dècada de 1980 la col·lecció Uncanny X-Men (guionitzada per Chris Claremont) havia esdevingut un dels títols de còmic millor situats, cosa que va fer que l'editor en cap de Marvel, Jim Shooter fes el llançament de la nova col·lecció dels New Mutants, la primera de les moltes col·leccions relacionades amb els X-Men que es començarien a editar. El nom de la col·lecció fou una modificació del títol original que Stan Lee havia donat als X-Men, "The Mutants", a la que s'hi va afegir el qualificatiu de "Nous".
Els Nous Mutants eren estudiants adolescents de l'Escola de Xarles Xavier per a Joves Especials com ho havien estat la majoria dels X-Men. Aquests nous mutants, però, es caracteritzaven per una gran diversitat ètnica i d'origen. Cannonball, Karma, Mirage, Sunspot i Wolfsbane en van ser els seus primers membres.
Tot i que l'equip havia de debutar a la seva pròpia col·lecció, Shooter va ordenar que es fes en una novel·la gràfica. Així, al desembre de 1982 van debutar a la Marvel Graphic Novel núm. 4.
Al principi, la sèrie de The New Mutants fou escrita per Claremont i dibuixada per Bob McLeod, els co-creadors del grup. Però aviat la sèrie fou dibuixada per Sal Buscema i Claremont va fer que la sèrie tingués un to més fosc, sobretot a partir de que fos dibuixada per Bill Sienkiewicz. A banda de temes sobre l'adolescència, la sèrie versava sobre temes com el misticisme. Hi havia històries sobre dimensions infernals, futurs alternatius i una civilització de l'Antiga Roma perduda a la selva de l'Amazones. A The New Mutants també hi va aparéixer la societat secreta Hellfire Club, els estudiants de la qual, els Hellions, esdevingueren els principals rituals del supergrup d'adolescents.
La primera líder del grup fou Karma. Després de la seva mort aparent, el paper de líder fou agafat per Cannonball i Dani Moonstar. Els nous mutants van anar tenint nous membres: Cypher, Magik, Magma i Warlock.
El 1986, el Professor X va abandonar la sèrie i Magneto va prendre el seu relleu com a professor i director de l'escola.
Quan Claremont va abandonar el guió d'aquesta sèrie, en va agafar el relleu la guionista Louise Simonson al número 55. Bret Blevins va començar a dibuixar la col·lecció al mateix número al setembre de 1987. Simonson va treballar-hi durant tres anys. Durant el seu treball, feu que Magik retornés a la infància i Cypher fos assassinat. A més a més, Simonson va afegir els X-Terminators als Nous Mutants. Aquests eren: Boom-Boom, Rusty Collins, Rictor i Skids.
El 1989 Simonson creà una saga en que l'equip viatjà a Asgard, la llar dels déus de la mitologia nòrdica. En aquesta línia argumental, Dani Moonstar va abandonar el grup per ajuntar-se al panteó nòrdic om una de les Valquíries. Tot i això, el capítol més controvertit fou el número 64, titulat Instant Replay!, quan Warlock intenta ressuscitar a Cypher.
Com queThe New Mutants havia perdut lector, a finals de 1989 fou començada a ser dibuixada per Rob Liefeld. En aquesta època fou introduït un nou mentor dels Nous Mutants, Cable per intentar fer augmentar les vendes. En el número 97, Simonson va abandonar el guió de la sèrie, que passà a les mans de Fabian Nicieza. Nicieza i Liefeld van introduir nous personatges al grup: Domino, Feral, Shatterstar i Warpath. En el número 100 es va cancel·lar la sèrie (1991) i es va transformar en el nou equip de Cable, X-Force, que continuaria fins al 2002.

### Edicions recopilatòries
The New Mutants ha estat reimprimida en molts volums, alguns dels quals contenen arcs argumentals específics, com la "Demon Bear Saga" de Chris Claremont i Bill Sienkiewicz i algunes són recopilacions de parts de crossovers de diversos títols dels mutants de l'Univers Marvel. Només el 2006, però, es va fer una reimpressió cronològica de les sèries dels nous mutants.
| Títol                                        | Material recopilat | Data de publicació | ISBN              |
| -------------------------------------------- | --- | ------------------ | ----------------- |
| New Mutants Classic, Volume 1                | The New Mutants #1–7; Marvel Graphic Novel #4; Uncanny X-Men #167 | maig de 2006       | 0785121943        |
| New Mutants Classic, Volume 2                | The New Mutants #8–17 | Gener de 2007      | 0785121951        |
| New Mutants Classic, Volume 3                | The New Mutants #18–25, Annual #1 | Maig de 2008       | 0785131191        |
| New Mutants: The Demon Bear Saga             | The New Mutants #18–21 | Desembre de 1990   | 0871356732        |
| New Mutants Classic, Volume 4                | The New Mutants #26–34 | Març de 2009       | 0785137289        |
| Secret Wars II Omnibus                       | New Mutants #30, #36-37; Secret Wars II #1-9; Uncanny X-Men #198, #202-203; Captain America #308; Iron Man #197; Fantastic Four #282, #285, #288, #316-319; Web of Spider-Man #6; Amazing Spider-Man #268, #273-274; Daredevil #223; Incredible Hulk #312; Avengers #260-261, #265-266; Dazzler #40; Alpha Flight #28; Thing #30; Doctor Strange #74; Cloak and Dagger #4; Power Pack #18; Thor #363; Power Man and Iron Fist #121; Peter Parker, the Spectacular Spider-Man #111; Defenders #152; Quasar #8 | Maig de 2009       | 978-0785131113    |
| New Mutants Classic, Volume 5                | The New Mutants #35–40; New Mutants Special Edition; Uncanny X-Men Annual #9 | Març de 2010       | 0785144609        |
| New Mutants Classic, Volume 6                | The New Mutants #41-47; Annual #2; Uncanny X-Men Annual #10 | Agost de 2011      | 0785155449        |
| X-Men: Mutant Massacre                       | The New Mutants #46; Uncanny X-Men #210–213; X-Factor #9–11; Thor #373–374; Power Pack #27 | Octubre de 2001    | 0785102248        |
| New Mutants Classic, Volume 7                | The New Mutants #48-54; Annual #3 | Maig 2012          | 978-0785159711    |
| New Mutants Forever                          | The New Mutants #53-54; New Mutants Forever #1-5 | Febrer de 2011     | 9780785147473     |
| X-Men: Fall of the Mutants Vol. 1            | The New Mutants #55-61; Uncanny X-Men #220-227; Incredible Hulk #340 | Febrer de 2013     | 978-0785167440    |
| X-Men: Fall of the Mutants                   | The New Mutants #59–61; Uncanny X-Men #225–227; X-Factor #24–26 | Febrer de 2002     | 0785108254        |
| X-Men: Fall of the Mutants Omnibus           | New Mutants #55-61; Uncanny X-Men #220-227; X-Factor #19-26; Captain America #339; Daredevil #252; Fantastic Four #312; Incredible Hulk #340; Power Pack #35 | Maig de 2011       | 978-0-7851-5822-6 |
| X-Men: Inferno Prologue                      | The New Mutants #62–70, Annual #4; Uncanny X-Men #228–238, Annual #12; X-Factor #27–32, Annual #3; Material from Marvel Age Annual #4; Marvel Fanfare #40 | Desembre de 2014   | 0785192735        |
| X-Men: Inferno                               | The New Mutants #71–73; Uncanny X-Men #239–243; X-Factor #36–39 | Desembre de 1996   | 0785102221        |
| X-Men: Inferno (edició amb tapa dura)        | New Mutants #71-73; Uncanny X-Men #239-243; X-Factor #33-40; X-Terminators #1-4; X-Factor Annual #4 | Juny de 2009       | 978-0785137771    |
| Atlantis Attacks Omnibus                     | New Mutants #76, Annual #5; Silver Surfer Annual #2; Iron Man Annual #10; Marvel Comics Presents #26; Uncanny X-Men Annual #13; Amazing Spider-Man Annual #23; Punisher Annual #2; Spectacular Spider-Man Annual #9; Daredevil Annual #4; Avengers Annual #18; X-Factor Annual #4; Web of Spider-Man Annual #5; Avengers West Coast #56, Annual #4; Thor Annual #14; Fantastic Four Annual #22 | Març de 2011       | 978-0785144922    |
| Acts of Vengeance Crossovers Omnibus         | New Mutants #84-86; Uncanny X-Men #256-258; Fantastic Four #334-336; Wolverine #19-20; Dr. Strange, Sorcerer Supreme #11-13; Incredible Hulk #363; Punisher #28-29; Punisher War Journal #12-13; Marc Spector: Moon Knight #8-10; Daredevil #275-276; Power Pack #53; Alpha Flight #79-80; X-Factor #49-50; Damage Control #1-4; and Web of Spider-Man #64-65 | Agost de 2011      | 978-0-7851-4488-5 |
| Cable and the New Mutants                    | The New Mutants #86–94, New Mutants Annual #5 | Gener de 2011      | 0785149708        |
| Cable Classic, Volume 1                      | The New Mutants #87; Cable: Blood and Metal #1–2; Cable #1–4 | Març de 2008       | 078513123X        |
| X-Men: X-Tinction Agenda                     | The New Mutants #95–97; Uncanny X-Men #270–272; X-Factor #60–62 | Novembre de 1991   | 0871359227        |
| X-Men: X-Tinction Agenda (Hardcover edition) | New Mutants #95-97; Uncanny X-Men #235-238 & #270-272; X-Factor (1986) #60-62 | Aost de 2011       | 978-0785155317    |
| Deadpool Classic, Volume 1                   | The New Mutants #98; Deadpool ("The Circle Chase") #1–4; Deadpool, vol. 2 ("Sins of the Past") #1–4; Deadpool, vol. 3 #1 | Maig de 2008       | 0785131248        |
| X-Force: Shatterstar                         | The New Mutants #99–100; X-Force: Shatterstar #1–4 | Agost de 2005      | 0785116338        |
| X-Force: A Force to be Reckoned With         | The New Mutants #98-100, X-Force #1-4, Spider-Man #16 | gener de 2011      | 978-0785149842    |

## New MutantsVolum 2
La segona encarnació dels Nous Mutants va debutar el 2003 en una sèrie escrita per Nunzio DeFilipis i la seva dona Christina Weir i dibuixats per Keron Grant. Aquesta sèrie tindria 13 números i duraria fins al juny de 2004 abans de ser rellançada amb el títol de New X-Men: Academy X el juliol de 2004.
Ara la sèrie era protagonitzada per dotzenes d'adolescents que estudiaven al Xavier Institute i els seus instructors, entre els que hi havia diversos X-Men i antics membres dels nous mutants originals (Karma, Magma, Dani Moonstar i Wolfsbane). Aquest grup de nous estudiants mai es referien a si mateixos com "the New Mutants" abans que la sèrie fos rellançada amb el nou nom el 2004, quan els estudiants de l'Institut Xavier es van dividir en diversos esquadrons. Els Nous Mutants de Dani Moonstar eren: 
- Elixir (Joshua "Josh" Foley), un noi mutant al que els seus pares expulsaren de la seva casa quan es van manifestar els seus poders de controlar l'estructura biològica de qualsevol ésser viu, inclòs el seu propi cos.[6]
- Icarus (Joshua "Jay" Guthrie), germà de Sam i Paige Guthrie. Té ales d'àngel que el permeten volar i té capacitat de curar-se més ràpid. També pot manipular la seva pròpia veu. Fou assassinat per William Stryker.[7]
- Prodigy (David Alleyne), que tenia el superpoder de mimetitzar el coneixement que tenien els altres mitjançant la seva telepatia. El poder era involuntari i només absorbia el coneixement.
- Surge (Tensió - Noriko "Nori" Ashida), una mutant amb la capacitat de generació i manipulació de l'electricitat i velocitat superhumana.
- Wallflower (Alhelí en la versió castellana, àlies de Laurie Collins), mutant amb el poder de manipular les feromones de les persones per a controlar-ne les seves emocions.
- Wind Dancer (Renaixement o Dansa del Vent, àlies de Sofia Mantega). Noia de Veneçuela amb els poders de controlar el moviment de l'aire. Podia genera vents forts o escoltar converses llunyanes fent que li arribés l'aire.
- Wither (Ruïna, àlies de Kevin Ford). Mutant amb el poder de corrompre el teixit orgànic, viu o mort que es posa en contacte amb la seva pell.

Els principals rivals d'aquest nou equip de nous mutants fou un nou equip dels Hellions. Aquesta segona sèrie dels nous mutants va versar sobretot sobre les relacions personals i les lluites entre els membres del grup i els seus esforços per a controlar els seus poders.
Després del Decimation que va fer que la gran majoria dels mutants perdessin els seus poders, només 27 dels 187 estudiants que hi havia a la Mansió X van retenir els seus poders. Molts dels nous mutants i dels seus professors van abandonar l'escola i els que van continuar van conformar el nou grup de super-herois júniors the New X-Men.

### Edicions recopilatòries
| Títol                       | Material recopilat       | Data de publicació | ISBN       |
| --------------------------- | ------------------------ | ------------------ | ---------- |
| New Mutants: Back to School | New Mutants, vol. 2 #1–6 | Març de 2005       | 0785112421 |

## New MutantsVolum 3
El maig de 2009 es va llençar al mercat un tercer volum de New Mutants. Aquesta era guionitzada per Zeb Wells i dibuixada per Diogenes Neves i que seria protagonitzada per molts dels protagonistes originals del primer volum de la sèrie: Cannonball, Karma, Magik, Dani Moonstar i Sunspot. Aquesta reunió formà part dels esdeveniments de la sèrie limitada X-Infernus.
La sèrie comença quan Magik arriba al quarter dels X-Men a San Francisco des del futur i afirma que Dani Moonstar i Karma estan en perill. Quan es demostra que Illyanna és ella mateixa, Bala de Canó lidera una missió de rescat amb ella, ajudats per Magma i Sunspot. Durant la missió, Sam actua com el líder i tracta a Dani com una estranya i no la inclou a l'equip perquè havia perdut els seus poders. Després que Dani es queixés, Sam li permet tornar a l'equip. Al mateix temps, Warlock torna a la Terra i troba que la tomba de Cypher està buida. Aquest últim oberva una reunió entre l'equip i el Professor X i, sota el control de Selene, ataca a Magma. Quan és vençut, Warlock intenta curar a Doug del virus de Selene amb l'espasa de l'ànima de Magik.
Els nous mutants prenen part de nombroses línies argumentals de diversos crossovers. Durant el crossover Siege, la deessa nòrdica de la mort Hela atorga a Dani de poders de les Valquíries. En el número 25 del tercer volum Cannonball i Karma abandonen el grup dels nous mutants. Dani esdevé la nova líder de l'equip i aquest té el nou objectiu de resoldre els casos que no han pogut resoldre els X-Men. Durant X-Men: Schism, els nous mutants romanen amb la facció de Ciclop i romanen a Utopia.

### Edicions recopilatòries
| Títol                                    | Material recopilat | Data de publicació | ISBN       |
| ---------------------------------------- | --- | ------------------ | ---------- |
| New Mutants: Return of Legion            | New Mutants, vol. 3 #1–5; Marvel Spotlight: New Mutants | Desembre de 2009   | 0785139923 |
| New Mutants: Necrosha                    | New Mutants, vol. 3 #6–11 | Maig de 2010       | 0785139931 |
| X-Necrosha                               | New X-Men #32; X-Force vol. 3 #11, #21–25; New Mutants vol. 3 #6–8; X-Men: Legacy #231–234; X-Force/New Mutants: Necrosha One-Shot; X Necrosha: The Gathering; material from X-Force vol. 3 Annual #1 | Desembre de 2010   | 078514675X |
| X-Men: Second Coming                     | Second Coming: Prepare; Second Coming #1–2; Uncanny X-Men #523–525; New Mutants, vol. 3 #12–14; X-Men Legacy #235–237; X-Force vol. 3 #26–28                                                          | Setembre de 2010   | 0785146784 |
| New Mutants: Fall of the New Mutants     | New Mutants, vol. 3 #15–21 | Març de 2011       | 0785145834 |
| X-Men: Age of X                          | Age of X: Alpha; X-Men Legacy #245–247; New Mutants, vol. 3 #22–24; Age of X: Universe #1–2 | Juliol de 2011     | 078515289X |
| New Mutants: Unfinished Business         | New Mutants, vol. 3 #25–28 | Octubre de 2011    | 078515230X |
| Fear Itself: Wolverine/New Mutants       | Fear Itself: Wolverine #1–3; New Mutants, vol. 3 #29–32 | Abril de 2012      | 0785158081 |
| New Mutants: A Date with the Devil       | New Mutants, vol. 3 #33–37 | Abril de 2012      | 0785152326 |
| New Mutants: De-Animator                 | New Mutants, vol. 3 #38-41 | Novembre de 2012   | 0785161600 |
| Journey Into Mystery/New Mutants: Exiled | New Mutants, vol. 3 #42-43, Exiled #1, Journey Into Mystery #637-638 | Setembre de 2012   | 0785165401 |
| New Mutants: Fight the Future            | New Mutants, vol. 3 #44-50 | Desembre de 2012   | 0785161619 |

## Altres versions

### Rahne of Terra
La novel·la gràfica Rahne of Terra de Peter David versa sobre un univers de fantasia heroica en el qual Wolfsbane és la princesa Rain de Geshem. Altres protagonistes d'aquesta novel·la inclouen a Tabby (Boom-Boom), els cavallers Richard (Rictor), Robert (Sunspot) i Samuel (Cannonball) i el pagès Douglas (Cypher). Els terrans tenen poders similars als dels personatges dels nous mutants.

### New Mutants: Truth of Death
El 1997 va sortir al mercat la mini-sèrie New Mutants: Truth or Death, guionitzada per Ben Raab i dibuixada per Bernard Chang. Aquesta està protagonitzada pels joves nous mutants que viatjaven a través del temps per a trobar-se amb ells mateixos en el futur.

### Worst X-Man Ever
En aquesta realitat els nous mutants són X-ceptional, que pot explotar, Riches, que torna en or tot el que toca, Minerva, que pot manipular la realitat i Rags, la germana de Riches. Aquest últim mata al Professor X i s'apodera del món. Rags comença na relació amb Gambit. Al final, X-Ceptional apresa a Riches i explosiona.

### Ultimate Marvel
A la sèrie Ultimate X-Men, l' Academy of Tomorrow (anteriorment anomenada New Mutants) fou fundada per Emma Frost. Aquesta fou relacionada amb els X Men a causa de la seva relació amb el seu antic amant i professor, Charles Xavier. Aquesta acadèmia acceptava estudiants amb talents aportats per la seva genètica. Aquest equip és liderat per una versió pacifista d'Emma Frost i pel líder de camp, Havok. Durant la sèrie Ultimatum, l'Acadèmia del Demà és destruïda per un atac terrorista de Multiple Man. Entre els eus antics membres hi havia Angel, Beast, Cannonball, Cypher, Dazzler, Karma, Northstar, Polaris i Sunspot.

## Els nous mutants en altres mitjans

### Pel·lícules
- A la pel·lícula d'acció X-Men: Days of Future Past de 2014 hi van aparéixer molts personatges dels New Mutants: Blink (Fan Bingbing), Warpath (Booboo Stewart) i Sunspot (Adan Canto).[16]
- El maig de 2015, la 20th Century Fox va anunciar que Josh Boone dirigiria una adaptació cinematogràfica dels New Mutants. Els productors serien Lauren Shuler Donner i Simon Kinberg i el guió aniria a càrrec de Boone i Knate Gwaltney. A l'octubre de 2015 va fer tweets afirmant que s'havia completat el guió. Kinberg ha afirmat que la pel·lícula tindria un estil jove-adult.[17] El 31 de març de 2016, HitFix va afirmar que es rumoritzava que Maisie Williams tindria el paper de Wolfsbane i que Anya Taylor-Joy faria el paper de Magik, al mateix temps que Alexandra Shipp tindria el paper de Storm que ja havia tingut a X-Men: Apocalypse.[18] Boone va anunciar al seu instagram que s'havia acabat el segon càsting pel film. Després, el director va postejar al seu instagram una foto en la qual s'afirmava que a la pel·lícula hi sortirien Magik, Wolfsbane, Mirage, Cannonball, Sunspot i Warlock. Kinberg va explicar en una entrevista que al film hi apareixeria el Professor X i que aquest es començaria a rodar a principis de 2017 i que aquest seria semblant als còmics.[19][20] El 25 d'agost de 2016 el The Hollywood Reporter va explicar que Boone faria un nou equip amb els escriptors de The Fault In Our Stars, Scott Neustadter i Michael H. Weber per guionitzar la pel·lícula.[21] El 9 de novembre de 2016, Kinberg va anunciar al The Hollywood Reporter que es començaria a gravar la pel·lícula a la primavera de 2017.[22] A finals de novembre de 2016 es va anunciar que el principal enemic dels nous mutants seria Demon Bear. També es va anunciar que Nat Wolff faria el paper de Cannonball.[23] El desembre de 216 es va anunciar que la producció del film començaria el maig de 2017.[24] El 5 de gener de 2017, Taylor-Joy va confirmar en una entrevista que James McAvoy tornaria a fer el paper del Professor X en aquesta pel·lícula.[25] Molts membres del grup també van aparéixer al film de 2017, Logan, cosa que mostrava el seu potencial en el futur de l'univers de les pel·lícules sobre els X-Men.

### Sèries de televisió
- La sèrie de televisió de dibuixos animats X-Men:Evolution (2000-2003) va incloure un grup anomenat New Mutants. A aquí, igual que en els còmics eren un equip de joves que vivien a la Mansió X juntament amb els X-Men. L'equip incloia a Boom-Boom, Cannonball', Magma, Sunspot i Wolfsbane. A més a més, també estaven en aquest grup mutants que no ho eren en els còmics com Berzerker, Iceman, Jubilee i Multiple Man. En el penúltim episodi de la sèrie també hi apareix Dani Moonstar.
- New Mutants és el nom que es va donar a la raça de mutants en el show televisiu Mutant X.